# Heilig Hartkerk (Lokeren)
De Heilig Hartkerk is de parochiekerk van de tot de Oost-Vlaamse gemeente Lokeren behorende plaats Heiende, gelegen aan de Heiendestraat.

## Geschiedenis
Pas in 1880 werd toestemming verleend om een eigen kerk te bouwen, nadat verzoeken in 1739 en 1775 waren afgewezen. Er werd een houten noodkerk gebouwd maar in 1882 kon een nieuwe kerk, naar ontwerp van Eugène Neve, worden ingewijd. De toren werd in 1905 bijgebouwd. In 1891 werd de kerk verheven tot parochiekerk.

## Gebouw
Het betreft een georiënteerde bakstenen basilicale kruiskerk in neogotische stijl. Het koor is vijfzijdig afgesloten. De slanke achtkante toren staat in de noordwestoksel van het transept. Het middenschip wordt overkluisd door een spitstongewelf, het transept door een kruisribgewelf.
Het kerkmeubilair is neogotisch.